# Marie-Claude Blais
Pour les articles homonymes, voir Blais.
Marie-Claude Blais est une avocate et femme politique canadienne. Elle a représenté la circonscription de Moncton-Nord à l'Assemblée législative du Nouveau-Brunswick de l'élection générale du 27 septembre 2010 jusqu'à l'élection générale du 22 septembre 2014

## Biographie
Elle grandit en Outaouais. Diplômée en droit des universités de Moncton et de Sherbrooke, elle a pratiqué le droit pendant 12 ans. Elle est membre du Parti progressiste-conservateur du Nouveau-Brunswick depuis 1997 et elle a occupé le poste de directrice exécutive et conseillère juridique du parti pendant quelques années.
En plus de ses activités professionnelles, Blais est active dans la communauté de Moncton, s'impliquant auprès d'organismes communautaires de nature paroissiale et locale, en plus de participer à l'organisation de la campagne de financement du Centre culturel Aberdeen, un lieu important de la vie culturelle acadienne dans la région.
Après avoir gagné l'élection de 2010, elle est assermentée le 12 octobre 2010 au poste de procureure générale et de ministre de la Justice et de la Consommation dans le gouvernement David Alward.
À l'élection de 2014 elle perd son siège au candidat du parti libéral Chris Collins. En mai 2015 elle est nommée Juge à la Cour du Banc de la Reine du Nouveau-Brunswick.